# 우에데촌
우에데촌(上手村)은 일본 야마나시현 기타코마군에 설치되었던 촌이다. 현재의 호쿠토시의 일부에 해당한다.